# Kostia Terechkovitch
Kostia Terechkovitch, dit Constantin Terechkovitch, né  le 1er mai 1902 dans les faubourgs de Moscou, et mort le 12 juin 1978 à Monaco, est un peintre et graveur français (naturalisé le 2 août 1943) d'origine russe. 

## Biographie

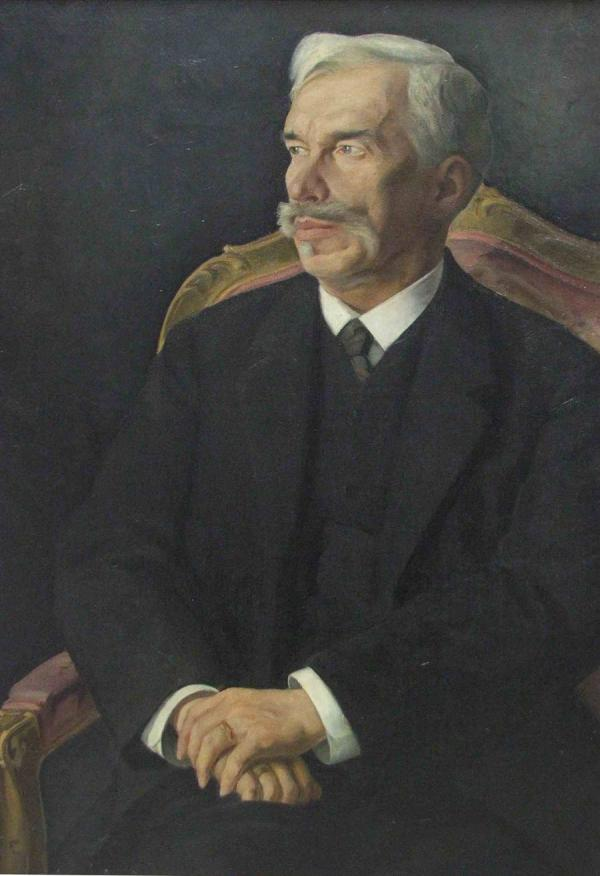
Dimitri Melnikov, Portrait de Sergueï Chtchoukine

### Contexte familial
Jean-Pierre Crespelle restitue le contexte familial dans lequel Kostia - diminutif de Constantin - Terechkovitch et son frère aîné Sevolod ont été éduqués : « ses parents appartenaient à cette intelligentsia d'artistes et d'intellectuels qui vivait en Russie comme dans une colonie lointaine, recevant d'Europe ses idées et ses snobismes, ses romans et ses robes ». Son père, « médecin réputé », dirige un asile d'aliénés proche de Moscou, sa mère est la traductrice en langue russe de Stéphane Mallarmé, Paul Verlaine et José-Maria de Heredia. La vie familiale se partage entre une datcha à la campagne et un appartement à Moscou, l'un et l'autre étant lieux de passages permanents d'écrivains et d'artistes où l'on ne parle que le français. 
De son enfance, Kostia conservera un souvenir ébloui de ses visites chez une proche relation de ses parents, le très fortuné marchand de grains Sergueï Chtchoukine, grand client des marchands de peinture d'avant-garde à Paris - Ambroise Vollard, Berthe Weill, Daniel-Henry Kahnweiler - et qui, « doué d'un grand flair, découvrit Henri Matisse (il en possédait vingt toiles) et Pablo Picasso (cinquante toiles) et les fauves bien avant les amateurs français » : Le palais Chtchoukine a façonné le choix de Kostia d'être peintre.
Outre la peinture cependant, et à l'instar de son frère Sevelod, recordman du saut à la perche de Russie, Kostia Terechkovitch est alors fervent de sport qu'il pratique (il sera champion universitaire de relais en 1917) et dont il conservera la passion toute sa vie.

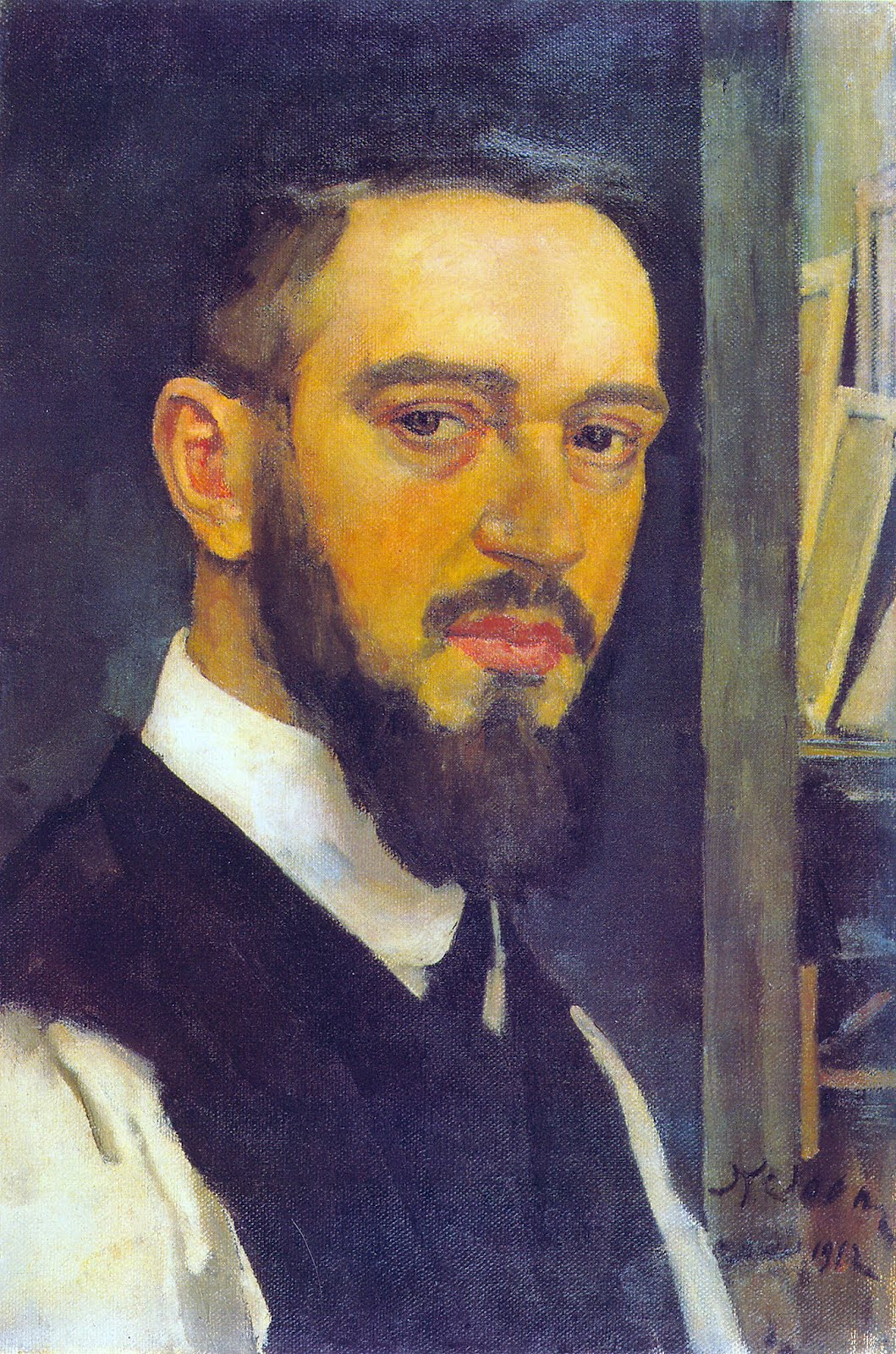
Constantin Youon

### Les études, l'émigration
Après son passage du bac à l'âge de quinze ans, les parents de Kostia Terechkovitch l'envoient en préparation aux beaux-arts dans l'atelier du peintre moscovite Constantin Youon, « pompier couvert d'honneurs par le tsar et qui réussira la cabriole de finir Prix Staline ». Il entre ensuite, sur concours où il est reçu troisième sur cinq cents candidats à l’École de peinture, de sculpture et d'architecture de Moscou, dans l'atelier de Pavel Kouznetsov. En cette même année 1917 éclate la révolution russe, désorganisant la société civile. Prenant cela comme une opportunité, il se décide à partir pour Paris, alors capitale des arts, qu’il atteindra seulement en 1920 après de multiples péripéties et petits métiers, soit « trois ans d'errance qui le mènent en Ukraine, au Caucase, en Perse et à Constantinople ».
Quittant de fait Moscou en s'engageant dans un service de brancardiers chargés du rapatriement ferroviaire des blessés allemands de Sibérie (« il n'y avait ni médecins ni médicaments dans le train, et nous ne pouvions rien faire pour sauver ces malheureux, évoquera plus tard Terechkovicth qui les voit tous mourir faute de soins. Ce fut la plus terrible époque de ma vie »), il subsiste en organisant des clubs sportifs ouvriers en Ukraine, en travaillant pendant une saison dans une plantation de thé de Bakou, dans la « descente aux enfers » du colmatage du charbon dans les soutes d'un cargo grec entre Sébastopol et la Turquie, s'engageant ensuite comme palefrenier dans l'armée anglaise occupant Constantinople. Là se situe son apprentissage de la connaissance et de l'amour du cheval, passion définitive qu'il vivra plus tard sur les champs de courses et que sa peinture restituera.

### Terme de l'odyssée: la France

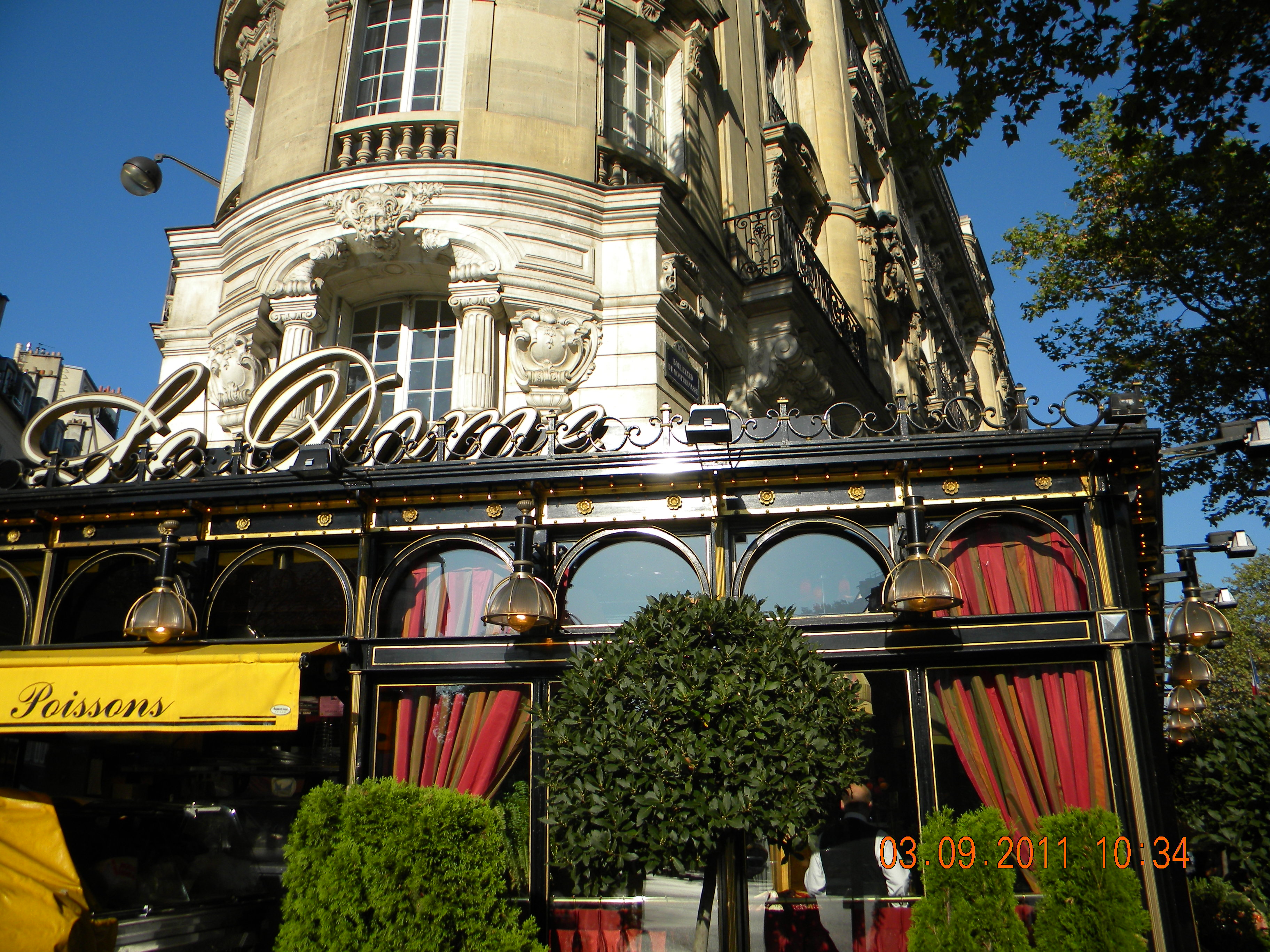
Le Dôme

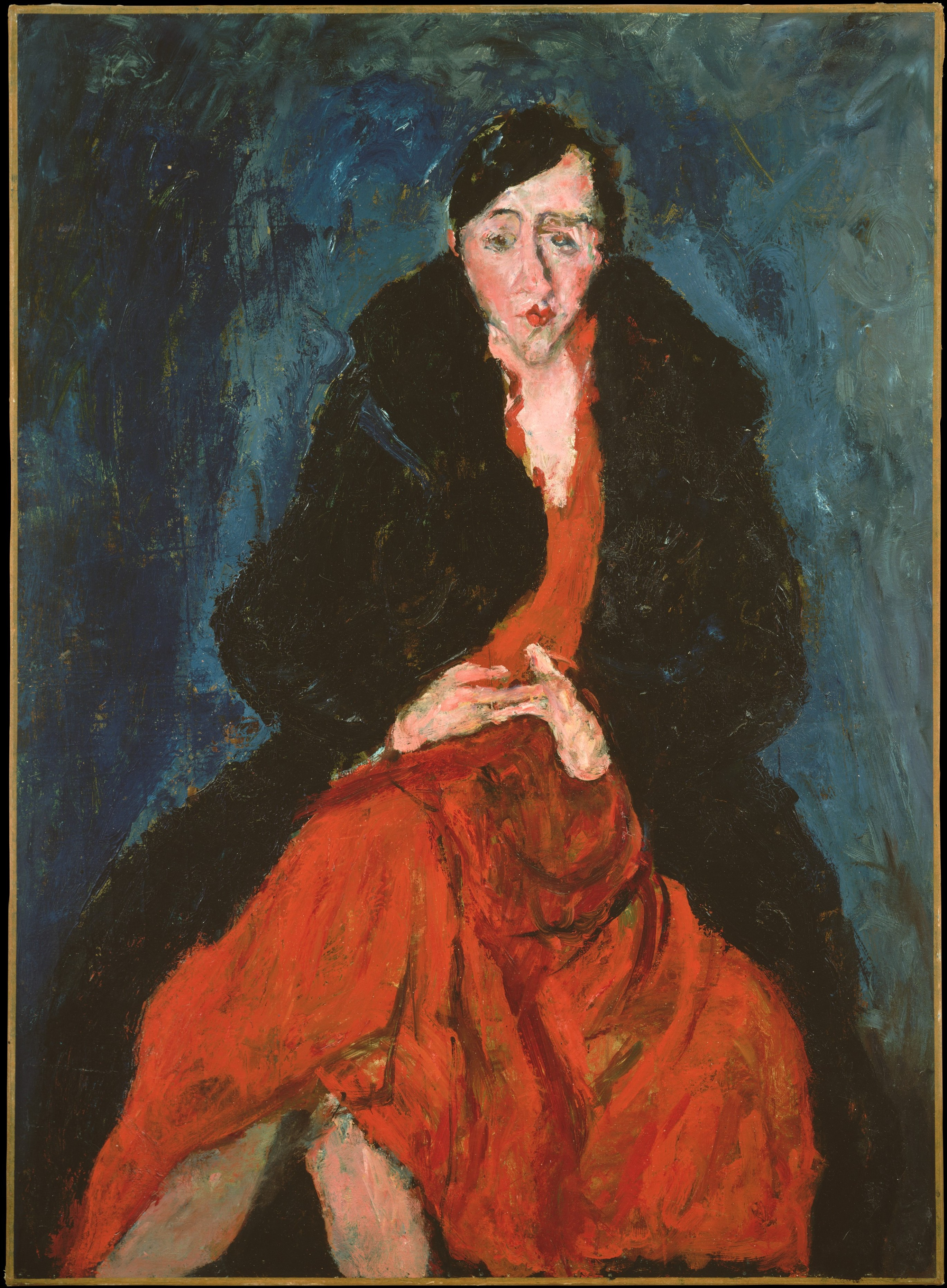
Chaïm Soutine, Portrait de Madeleine Castaing, Metropolitan Museum of Art

Passager clandestin d'un bateau en partance pour Marseille à bord duquel il vit de nouveau dans la dureté et la poussière noire de la soute à charbon, puis docker à Marseille, Terechkovitch débarque à la gare de Lyon à Paris le 2 août 1920. Là, après trois jours d'errance, un juif russe auquel il confie son odyssée l'accueille, lui trouve une chambre de bonne située boulevard de Magenta et un emploi dans une usine de boîtes de cirage. 
Le troisième mois, la somme importante de six cents francs gagnée par un heureux dimanche aux courses de Chantilly l'autorise à démissionner pour se consacrer à l'étude des maîtres du Musée du Louvre et à la visite des galeries ; le quatrième mois, un autre heureux hasard le fait retrouver boulevard Saint-Michel le peintre Lazare Volovick, un temps compagnon d'odyssée, qui lui révèle l'existence de Montparnasse (« tous les peintres sont là », dit Volovick) où, le soir même, au Dôme, il voit entre autres, parmi toute la communauté russe qu'il va rapidement retrouver dans le quartier, Chaïm Soutine, Moïse Kisling et Marc Chagall.

### Montparnasse

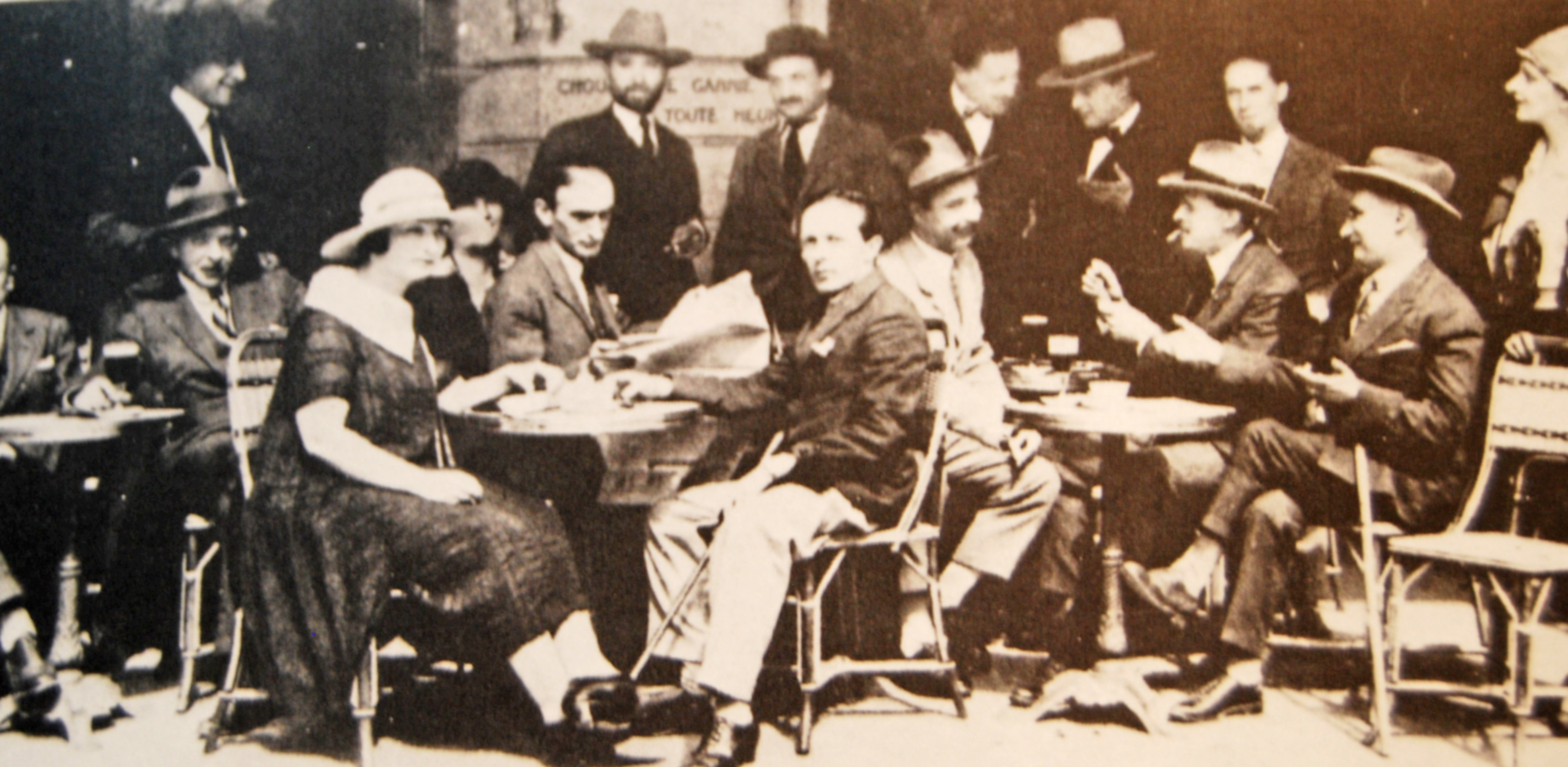
Zborowski entouré d'artistes à La Rotonde en 1924

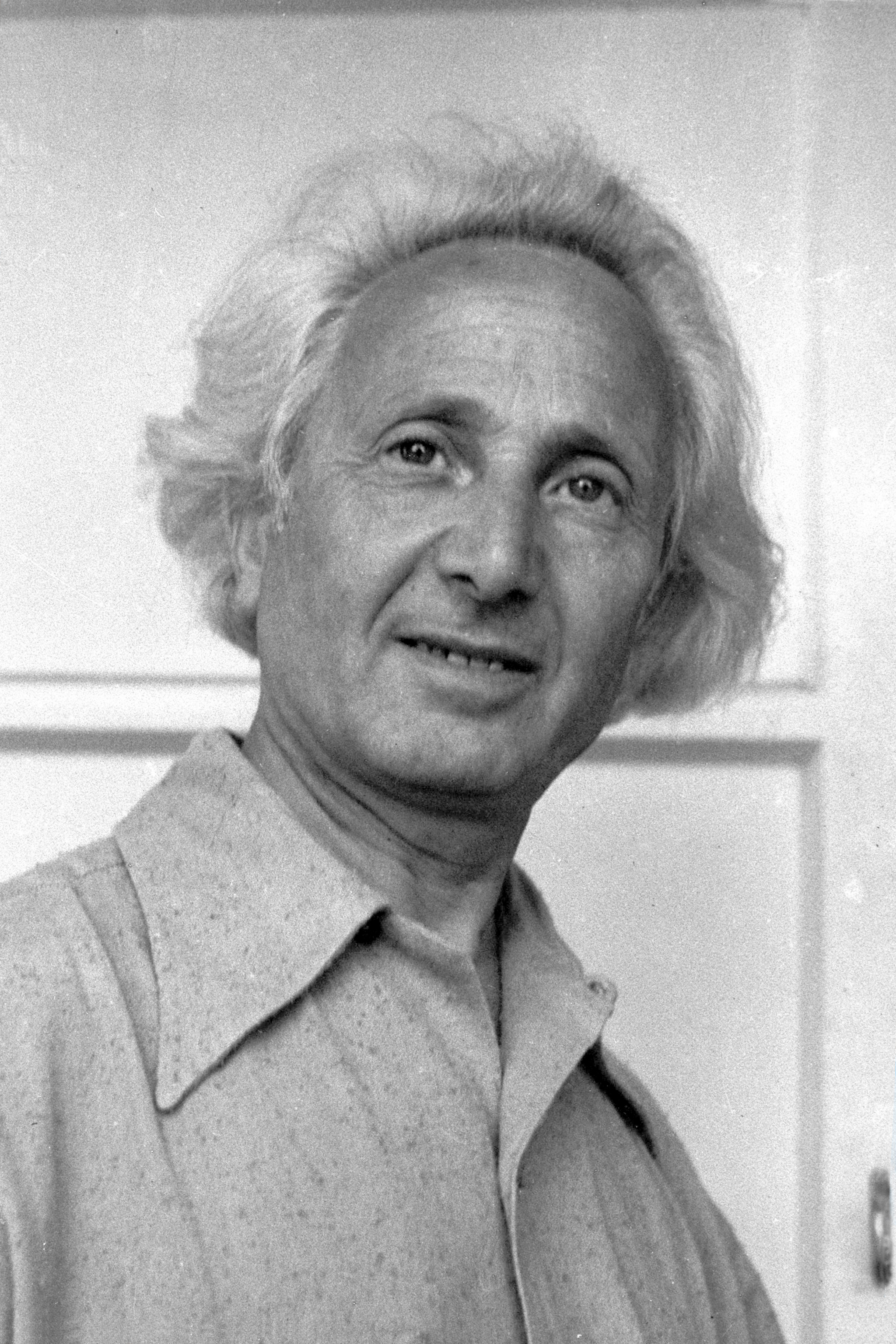
Emmanuel Mané-Katz

Les six cents francs de Chantilly lui permettent de mener la vie d'artiste, s'abstenant encore de peindre au regard du prix des couleurs, mais fréquentant, pour y exécuter des dessins qu'afin de l'encourager Michel Larionov lui achètera un franc pièce, l'Académie Colarossi et l'Académie de la Grande Chaumière. Quoique n'y ayant pas de maître, c'est dans la seconde qu'il rencontre régulièrement Maurice Loutreuil qu'il admire et à qui il montre son travail.
Kostia Terechkovitch se lie Moïse Kisling, Pinchus Krémègne, André Lanskoy et surtout Chaïm Soutine qui devient son grand conseiller et avec qui il entame vingt années d'estime réciproque, de tensions et de réconciliations : « Soutine était mon ami, confiera Terchkovitch à Jean-Pierre Crespelle, mais moi, je n'étais pas le sien : avec son caractère si étrange, il ne pouvait pas avoir d'amis... L'homme était impossible, mais j'ai adoré sa peinture... Me prêter de l'argent, il ne voulait pas y songer. Il préférait m'introduire chez les marchands et il exigea de Marcellin et Madeleine Castaing, qui ne juraient que par lui, qu'il me prennent des toiles. Zborowski aussi, sur ses instances, me prit des peintures ». En allant parallèlement faire du sport au Racing, il cultive une forme physique qui va lui permettre de s'engager un temps comme modèle, à l'instar de son ami Volovick, chez le sculpteur argentin Lagosse chez qui il est logé, nourri et reçoit vingt francs par séance. Revenu à la précarité avec le départ de Lagosse en Argentine, se rendant avec sa valise chaque soir au Dôme ou à La Rotonde en quête d'une âme charitable à même de l'héberger, sa carrière commence en 1921 quand l’écrivain essayiste et critique d’art Serge Romoff le prend sous son aile et lui offre une pension de quatre-vingts francs par mois pour lui permettre de peindre, puis d'avoir un espace à lui, un ancien atelier de photographe abandonné situé dans un terrain vague de la rue Ernest-Cresson et où il recevra les premières visites de Maurice Brianchon et de Raymond Legueult. 
En 1923, après avoir rallié Berlin et sa diaspora artistique russe (Il y a là, entre autres, Maurice Blond et Isaac Mintchine), il se trouve confronté comme ses compatriotes au choix difficile de rentrer en Russie ou de repartir à Paris. Ne commettant pas l'erreur de son premier mécène Serge Romoff, qui effectuera ce retour à Moscou pour y constater un bannissement radical de l'avant-garde au bénéfice du réalisme socialiste et pour y mourir dans la misère, Terechkovitch rentre à Paris.
Après la signature d'un contrat avec le marchand Charles-Auguste Girard qui remarque son envoi au Salon d'automne de 1925, Kostia Terechkovitch est envoyé tous frais payés par ce dernier, qui veut des paysages du Midi, à Saint-Tropez, dont il revient, après une halte à Avallon, porteur d'« œuvres déjà abouties » (Le facteur d'Avallon), « libérées d'un certain cubisme superficiel, constituant mieux qu'une promesse ». La Galerie Charles-Auguste Girard organise sa première exposition personnelle en 1927. 
En 1933, il réalise les décors et les costumes du spectacle des Ballets russes à Monte-Carlo. Il se marie la même année avec Yvette Le Mercier, « jeune et blonde Normande rencontrée durant un séjour à Évreux » et qui deviendra son principal modèle (La série des Jeune femme au chapeau qu'il brossera à partir de 1936 sont des « Yvette »), bientôt suivie par les deux filles du couple , France et Nathalie, « dans des scènes familiales nombreuses, témoignant d'un bonheur évident au long des années ». À partir de 1934, il participe aux expositions du Groupe de l'Amitié avec Jeanne Besnard-Fortin, Serge Charchoune et Emmanuel Mané-Katz.

### Le Seconde Guerre mondiale
En 1939, Kostia Terechkovitch s'engage dans la Légion étrangère puis est démobilisé en 1940. Pendant l'Occupation allemande, il se réfugie avec sa famille dans une maison proche d'Avallon où il reprend la peinture, avant d'être plus tard accueilli à Saint-Tropez par André Dunoyer de Segonzac. De cette période datent dans leur majorité les peintures de portraits des artistes qu'il admire, notamment de Pierre Bonnard dont, vieux rêve qui le hantait, il fait la connaissance au Cannet en 1941.   
Après la Seconde Guerre mondiale, s'installant dans un pavillon de la rue Boulard, Terechkovitch voyage, s'intéresse à toutes les grandes compétitions sportives, notamment les courses de chevaux et les Jeux olympiques (auxquels assister tous les quatre ans le fera aller à travers le monde), et s'établit quelque temps à Menton. Il est nommé chevalier de la Légion d'honneur en 1951.  
Les thèmes de la maturité pour Kostia Terechkovitch seront principalement sa famille et ses deux filles France et Nathalie, après avoir peint de très nombreuses danseuses, des paysages (bords de Marne, plages, bords de mer, campagnes et villages). Passionné de sport, on lui doit des chevaux de courses et des scènes hippiques (c'est son propre cheval, Antheos, qu'il peint en tête de peloton dans la toile Saut de la rivière, « pleine de mouvement et de couleurs », qu'il accroche en 1957 au Salon des peintres témoins de leur temps), mais aussi des aquarelles sur le tennis, sport qu'il pratique en compagnie de Christian Boussus. Le critique d'art André Salmon, rapporte Jacques Busse, écrira à son sujet : « La palette de ce peintre, son traitement de la couleur, affirment sa personnalité. S’il n’a pu se dépasser, au moins s’est-il heureusement situé ».
Kostia Terechkovitch est inhumé à Roquebrune-Cap-Martin, où il vivait une partie de l'année.

## Œuvres

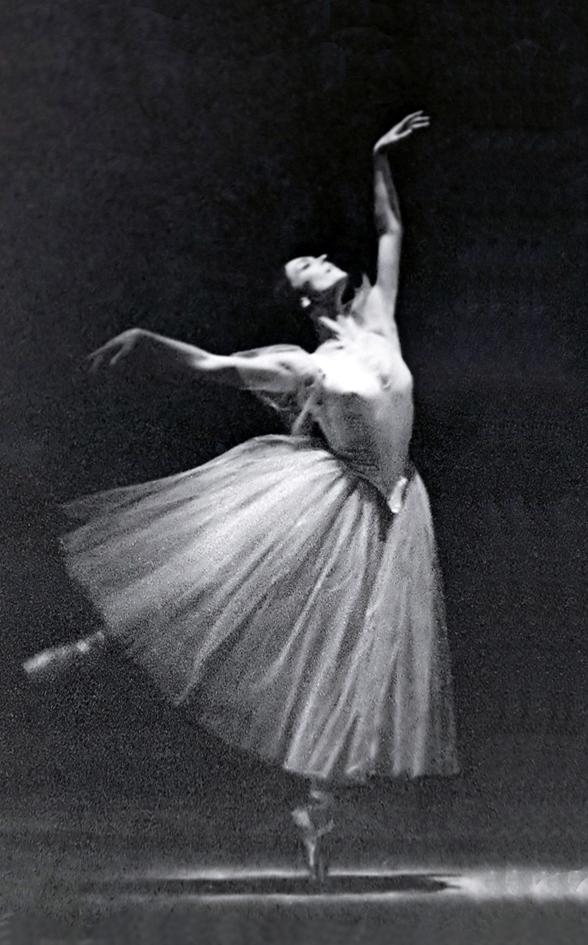
Ethéry Pagava

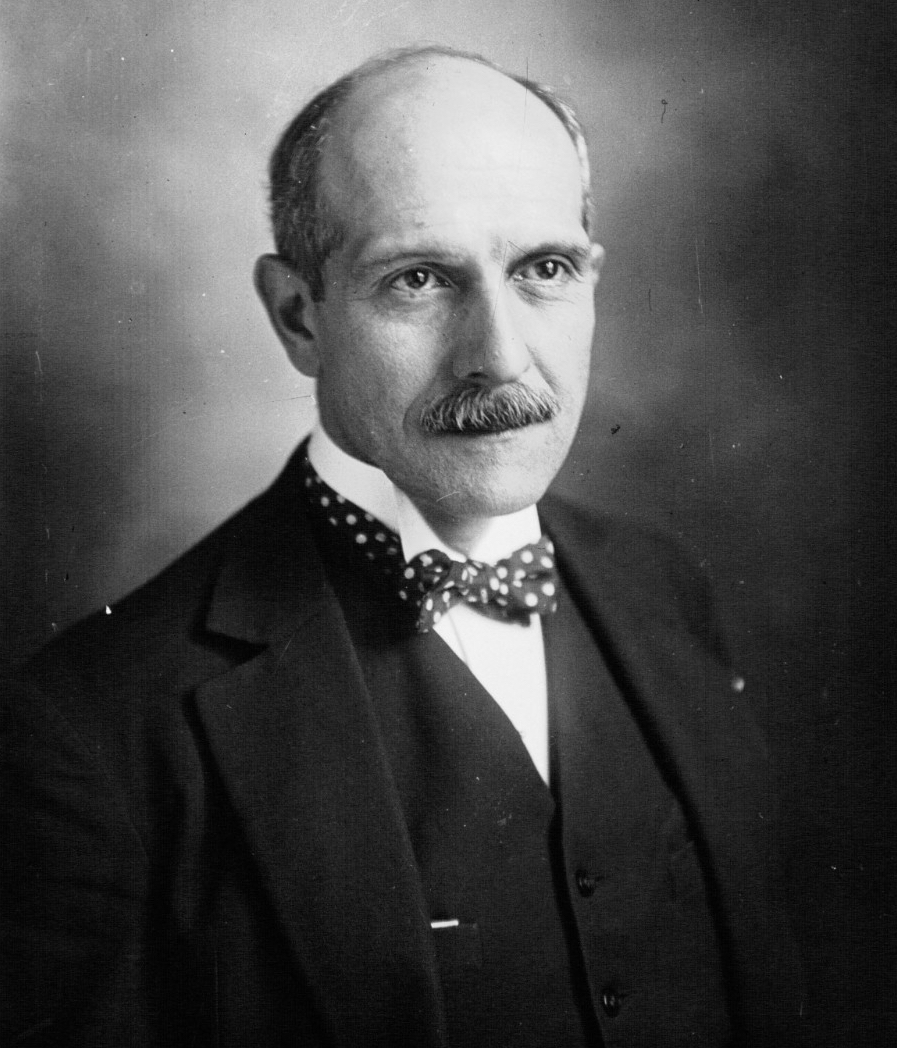
François Piétri

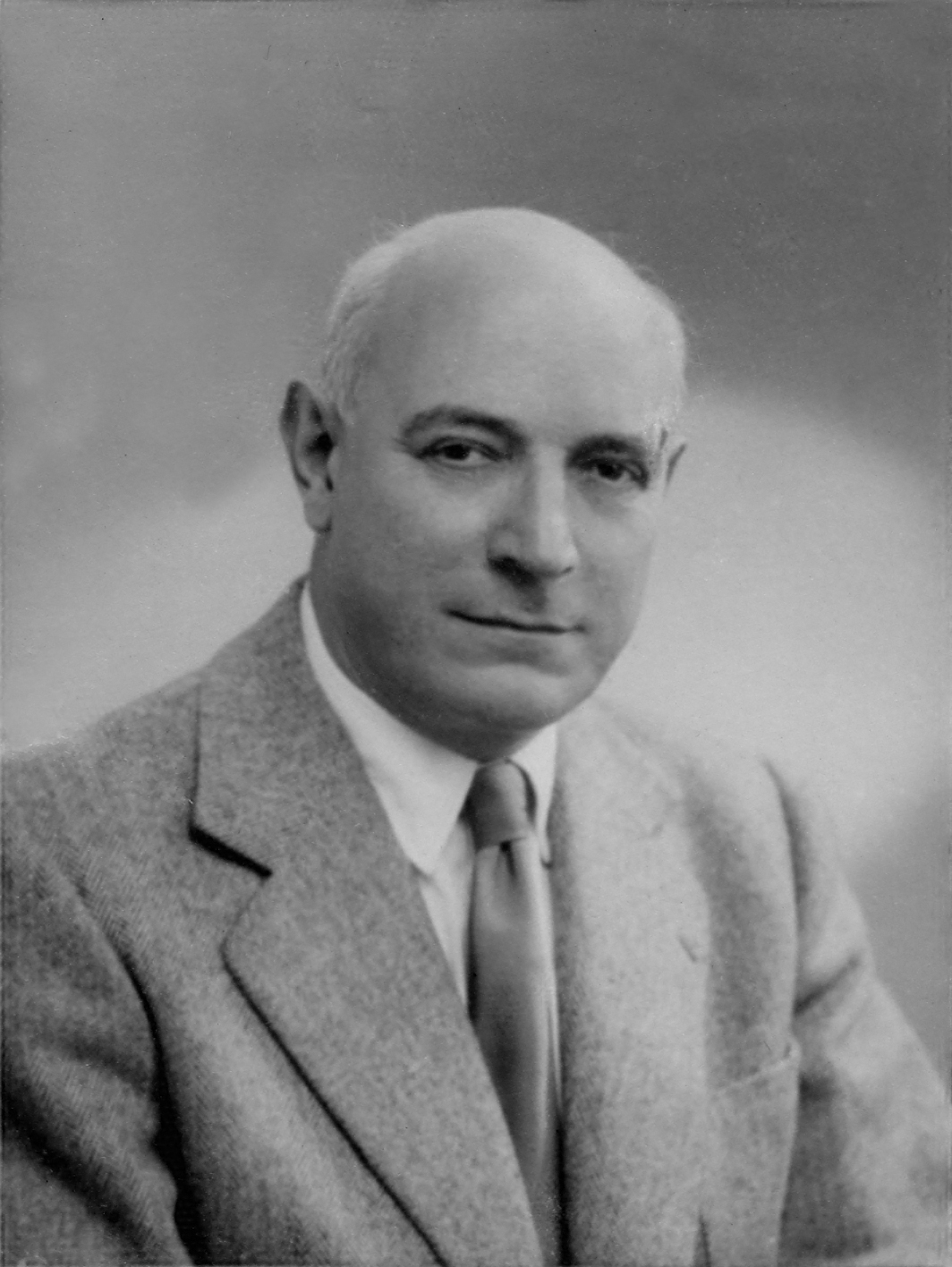
Fernand Mourlot

### Thèmes en peinture
- Portraits d'artistes (peintres, danseuses), dont datés[6] : Ilia Zdanevitch (1930), Chaïm Soutine (1933), Tatiana Riabouchinska (vers 1933), Maurice de Vlaminck (1939), Pierre Bonnard[7] (1941), André Dunoyer de Segonzac (1941), Henri Matisse (1941), Georges Rouault (1941), Kees van Dongen (1942), André Derain (1942), Maurice Utrillo (1943), André Derain (1943), Georges Braque (1943), Ethéry Pagava[8] (1945), Raoul Dufy (1948), Marc Chagall (1961) ; non daté : Othon Friesz.
- Portraits familiaux, à partir du mariage de l'artiste en 1933[6] : Yvette (née Le Mercier), France et Nathalie Terechkovitch.

### Contributions bibliophiliques
- Gabriel-Joseph Gros, Le Bouquet de la mariée, trente lithographies, pointes sèches et eaux-fortes originales hors texte par Maurice Asselin, Michel Ciry, Jean-Joseph Crotti, Hermine David, René Demeurisse, André Derain, Othon Friesz, Édouard Goerg, Edmond Heuzé, Marie Laurencin, Robert Lotiron, André Marchand, Kostia Terechkovitch, Louis Touchagues... six cent trente exemplaires numérotés, Marcel Sautier, Paris, 1945.
- René Laporte, Les petites filles modèles, poèmes, douze lithographies originales de Kostia Terechkovitch, quatre vingt dix-neuf exemplaires numérotés, Éditions Wolfsberg, Zurich, 1949.
- Établissements Nicolas, Liste des grands vins 1957 - Sous le signe d'une petite fille, illustrations de Kostia Terechkovitch, album à spirales, Draeger Frères, 1956.
- Nathaniel Hawthorne, Contes du Minotaure, traduction de Pierre Leyris, illustrations de Kostia Terechkovitch, Éditions Marne, Tours, 1954.
- Léon Tolstoï, Hadji-Mourat, trente lithographies originales de Kostia Terechkovitch, cent vingt-cinq exemplaires numérotés, Les Bibliophiles franco-suisses, 1955.
- Catalogue des vins Nicolas, éditions Draeger, 1957.
- Guy de Maupassant (préface d'André Maurois), Fort comme la mort, lithographie originale de Kostia Terechkovitch, collection « Grand Prix des meilleurs romans d'amour », André Sauret éditeur, Imprimerie nationale, 1958.
- Colette, La treille muscate, quatorze lithographies originales de Kostia Terechkovitch, Éditions R. Léger (Imprimerie D. Viglino), 1961.
- François Piétri, Les princes de sang, vingt et une illustrations en planches hors-texte dont frontispice de Kostia Terechkovitch, Flammarion, 1962.
- Jean Giono, Routes et chemins - Édition des peintres témoins de leur temps à l'occasion de leur XIe exposition au Musée Galliera, cinquante six planches hors-texte de dessins en fac-similé par Yvette Alde, Pierre Ambrogiani, Michel Ciry, Édouard Goerg, Henri Hayden, Camille Hilaire, Isis Kischka, Roger Lersy, José Palmeiro, Joseph Pressmane, Michel Rodde, Kostia Terechkovitch, Henry de Waroquier, Gabriel Zendel..., Éditions du Musée Galliera, 1962.
- André Flament, L'événement par soixante peintres - Édition des peintres témoins de leur temps à l'occasion de leur XIIe exposition au Musée Galliera, enrichi de vingt lithographies originales éditées par Fernand Mourlot et signées, dont Yvette Alde, Roger Bezombes, Yves Brayer, Jean Carzou, Michel Ciry, Jean Commère, François Desnoyer, Roger Lersy, Kostia Terechkovitch, Gabriel Zendel..., Éditions du Musée Galliera, 1963.
- Pierre Lyautey et Raymond Cogniat, L'Histoire de la France, quatre volumes illustrés par Paul Aïzpiri, Louis Berthomme Saint-André, Yves Brayer, Bernard Buffet, Christian Caillard, Roger Chapelain-Midy, Michel Ciry, Lucien Coutaud, André Dignimont, Lucien Fontanarosa, Michel de Gallard, Édouard Goerg, André Hambourg, Jean Jansem, Édouard Georges Mac-Avoy, André Minaux, Clément Serveau, Kostia Terechkovitch, Louis Touchagues, Pierre-Yves Trémois, Club du livre, Philippe Lebaud, 1963.

### Affiches
- Menton, mer, monts et merveille, affiche lithographiée par Mourlot Frères.

## Expositions

### Expositions personnelles
- Galerie Charles-Auguste Girard, Paris, 1927.
- Musée de l'Athénée de Genève, 1934.
- Galerie de l'Élysée, Paris, 1938.
- Galerie Pétridès, Paris, 1942, 1953, 1958, 1964, 1969, 1971, 1976.
- Galerie Dubourg, Paris, 1946.
- Galerie Bernier, Paris, 1948, 1951, juin-juillet 1957[9].
- Terechkovitch - Aquarelles, lithographies, Galerie Matarasso, Nice, 1953.
- Kostia Terechkovitch - Rétrospective, Château Grimaldi, Cagnes-sur-Mer, 1959.
- Galerie O'Hara, Londres, 1959.
- Paintings by Constantin Terechkovitch, Galerie Acquavella, New York, avril-mai 1961.
- Galerie Yoshii, Tokyo, 1965.
- Kostia Terechkovitch - Lithographies, Galerie La Gravure, Paris, mai 1968[10].
- Galerie Tamenaga, Tokyo, 1969.
- Terechkovitch - Lithographies, Galerie La Lithographie, avenue Matignon, Paris, juin-septembre 1975.
- Hommage à Terechkovitch, Galerie Étienne de Sassi, Paris, 1980.
- Terechkovitch - Rétrospective, Musée de Menton, 1986.
- Terechkovitch - Lithographies, 1947-1949, Galerie France T., Paris, septembre-octobre 1989.

### Expositions collectives
- Salon d'automne, Paris, 1925.

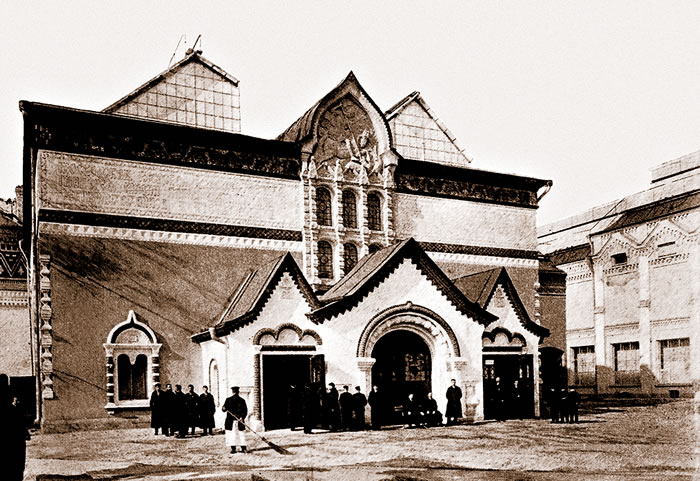
Moscou, la Galerie Tretiakov

- Kostia Terechkovitch, André Lanskoy, Galerie Henry, Paris, 1925.
- Les artistes russes travaillant en France : Marc Chagall, Chaïm Soutine, Ossip Zadkine, Jean Pougny, Kostia Terechkovitch, Galerie Tretiakov, Moscou, 1929.
- Librairie-galerie Jeune Europe (dir. Antonio Aniante), 45 rue Vavin, Paris, novembre 1932.
- Première Biennale de peinture de France, sous la présidence d'honneur d'Henri Matisse, affiche conçue par Raoul Dufy et Kostia Terechkovitch, Menton, 1951.
- Bimillénaire de Paris - Comité Montparnasse - Exposition de Peintres et sculpteurs de l'École de Paris, La Coupole, Paris, juin-juillet 1951[11].
- L'École de Paris, Galerie Charpentier, Paris, 1954, 1968, 1963.
- Salon des peintres témoins de leur temps, Musée Galliera, Paris, 1957, 1961, 1962, 1963.
- Les maîtres de la Réalité poétique, Galerie des Granges, Genève, 1972.
- Les huit de la Réalité poétique, Musée des Beaux-Arts de Gaillac, juin-septembre 2011[12].
- Les peintres de la Réalité poétique - Donation Guy Bardone et René Genis, Musée de l'abbaye, Saint-Claude (Jura), avril-juin 2012[13].
- De Cuno Amiet à Zao Wou-Ki - Le fonds d'estampes Cailler, Musée d'art de Pully, février-avril 2013[14].
- Ces artistes qui ont croqué Évreux, Musée d'art, d'histoire et d'archéologie d'Évreux, 2014.
- La Provence, terre de rencontres entre artistes et écrivains, Musée Regards de Provence, Marseille, octobre 2015 - mars 2016.
- Regard croisés, Galerie Danielle Bourdette-Gorzkowski, Honfleur, juillet 2016[15].

## Réception critique
- « Le succès remporté par son extraordinaire toile L'agent d'Avallon marqua le début de sa réussite qui s'affirma dans des toiles à la fois colorées et construites. Dès 1925, Florent Fels, animateur de L'Art vivant, lui fit un contrat. Dès cette époque, il est devenu le peintre de la vie heureuse. Son récent Album pour Nicolas est une synthèse de toutes ses recherches. Quand il ne peint pas sa femme, ses filles ou des natures mortes très vivantes, il se passionne pour des scènes de courses. » - René Barotte[5]
- « La peinture de Terechkovitch s'apparente à celle de Pierre Bonnard dans la mesure où elle donne une impression de flou. Ce flou semble traduire, de la part de Terechkovitch, un sentiment affectueux à l'égard des êtres et des choses qu'il représente. S'il les décrivait plus précisément, il courrait le risque de découvrir et de montrer leurs défauts, ce qui nuirait à son bonheur. Les formes, dans ses tableaux, n'ont pas la plénitude qu'elles ont dans ceux de Bonnard. Elles apparaissent au contraire graciles, et suggèrent moins l'idée de maturité que celle d'adolescence… La vivacité des couleurs est légèrement assourdie pour établir un accord avec l'imprécision voulue du dessin. » - Yvon Taillandier[9]
- « Derrière la façade aimable des sujets se dissimule une technique rigoureuse. C'est cette rigueur qui donne sa portée au message de Terechkovitch et qui le place dans l'art de notre temps parmi les maîtres. » - Jean-Paul Crespelle[16]
- « Comme dans la vie où il cumule avec bonheur l'amour du sport (tout le monde connaît sa passion pour les chevaux) et la tendresse fervente de la vie familiale, Terechkovitch conserve toujours, sous un apparent laisser-aller, le sens précieux de l'équilibre et le sentiment prestigieux du miracle dans l'art. Cette seule qualité suffirait pour lui octroyer la place qu'il occupe parmi les maîtres de l'art contemporain. Ses paysages, savamment construits, nous font penser aux grands classiques du genre et ses portraits traduisent toujours l'essence même du caractère du modèle... Les toiles de Terechkovitch ne sont jamais fatiguées et ne nous fatiguent pas. Elles nous transportent dans un domaine de féerie et d'enchantement et nous donnent l'impression que cette féerie est à notre portée. » - Moussia Toulman[17]
- « L'art de Terechkovitch a su conserver toute se gamme de couleurs en touches vives et dansantes comme une pluie de pétales de fleurs. » - René Huyghe, de l'Académie française, et Jean Rudel[18]
- « L'art décoratif de charme, l'impressionnisme à fleur de peau d'un artiste russe qui, après beaucoup de péripéties, arrive à Paris en 1920, où il est accueilli par ses compatriotes Soutine et Larionov. Il va désormais multiplier les compositions où perce l'exemple impressionniste de Pissarro sous le brillant très slave des coloris. Ses propres filles étaient ses modèles favoris. » - Gérald Schurr[19]

## Prix et distinctions
- Lauréat du Premier Prix de la Biennale de Menton, 1951.
- Chevalier de la Légion d'honneur, 1951.

## Œuvres dans les collections publiques

### France
- Musée Toulouse-Lautrec, Albi, Portrait de Maurice de Vlaminck, 1939.
- Musée Picasso, Antibes[20] :
  - La terrasse d'Antibes, dessin ;
  - Le cirque, dessin ;
  - Les petites filles modèles, dessin ;
  - Lettre à la baigneuse, dessin.
- Évreux, musée d'Évreux :
  - Les Bords de la Marne, huile sur toile ;
  - Évreux, la ferme de Cambolle, huile sur toile ;
  - Évreux, promenade dans la jardin, gouache sur papier.
- Musée de Grenoble[20] :
  - Femme à la fenêtre, huile sur toile ;
  - L'abbé L.B., huile sur toile.
- Musée Jean Cocteau collection Séverin Wunderman :
  - Portrait de Pierre Bonnard, huile sur toile, 65x41cm, 1941[13] ;
  - Portrait de Raoul Dufy, 1948.
- Musée d'Art moderne de la ville de Paris[21] :
  - Portrait costumé, huile sur toile, vers 1927 :
  - Nature morte aux poivrons, huile sur toile, 1953 ;
  - Sapin, lithographie, vers 1961.
- Musée national d'Art moderne :
  - La danseuse Tatiana Riabouchinska, huile sur toile, vers 1933 ;
  - Ethéry Pagava dans "Les Forains", huile sur toile, 1945[8].
- Musée de l'abbaye, Saint-Claude (Jura), donation Guy Bardone et René Genis[13].
- Musée d'Art moderne et contemporain de Strasbourg, Le manège au bord de la mer, huile sur toile[20].
- Hôtel de la préfecture de Haute-Garonne, Toulouse, Au champ de courses à Évreux, huile sur toile[20].

### Finlande
- Musée d'Art Ateneum, Helsinki.

### Serbie
- Musée national de Belgrade.

### Suisse
- Musée d'art de Lucerne, Bord d'étang à Évreux, 50 × 73 cm, ancienne collection Walter Minnich[22].
- Musée d'art de Pully.

### États-Unis
- Metropolitan Museum of Art, New York, Femme à la fourrure, gouache, donation Richard Lehman[23].
- Philadelphia Museum of Art, Philadelphie.
- Musée d'Art moderne de San Francisco, Cavalier tunisien, lithographie[24].

## Collections privées
- Jules Cavaillès.
- Robert et Manette Martin, Boulevard Raspail, Paris[25].